# 김상진 (영화 감독)
김상진(1967년 8월 9일 ~ )은 대한민국 영화감독이다. 소속사는 시네마서비스다.

## 학력
- 한양대학교 연극영화과 학사

## 참여작

### 감독・제작
- 1995년 《돈을 갖고 튀어라》
- 1996년 《깡패 수업》
- 1998년 《투캅스 3》
- 1999년 《주유소 습격 사건》
- 2001년 《신라의 달밤》
- 2002년 《광복절 특사》
- 2004년 《귀신이 산다》
- 2007년 《권순분 여사 납치사건》
- 2010년 《주유소 습격 사건 2》
- 2011년 《투혼》
- 2015년 《쓰리 썸머 나잇》

### 각본・조감독
- 1994년 《마누라 죽이기》
- 1992년 《미스터 맘마》
- 1993년 《투캅스》
- 1992년 《스무살까지만 살고 싶어요》
- 1991년 《열 아홉의 절망 끝에 부르는 하나의 사랑 노래》

### 기획
- 2003년 《불어라 봄바람》

### 투자책임
- 2005년 《왕의 남자》
- 2006년 《사랑을 놓치다》

### 기타
- 2005년 《공공의 적 2》현장편집

### 출연
- 1989년 《행복은 성적순이 아니잖아요》 - 수재
- 2001년 《신라의 달밤》 - 환자
- 2001년 《선물》 - 유식 매니저
- 2010년 《주유소 습격 사건 2》 - 축구부 감독

## 경력
- 시네마서비스 이사